# Referéndum para la independencia de Georgia de 1991
El Referéndum para la Independencia se llevó a cabo en la república de Georgia el 31 de marzo de 1991, siendo todavía de iure parte de la Unión Soviética.

## Referéndum para el Nuevo Tratado de la Unión
El 17 de marzo de 1991 fue convocado un referéndum para aprobar la continuación de una federación y llevar a cabo las negociaciones para la un Nuevo Tratado de la Unión. El referéndum fue boicoteado por Georgia, pero las mesas electorales se abrieron en Abjasia y Osetia del Sur, donde los votantes eligieron permanecer en la nueva unión.

## Referéndum para la independencia de Georgia
El referéndum fue aprobado por el Soviet Supremo de la República Socialista Soviética de Georgia, que había sido elegido en la primera elecció multipartidista de octubre de 1990, en la que ganó el bloque independentista Tabla Redonda - Georgia Libre, dirigido por el disidente soviético Zviad Gamsajurdia.
El Soviet Supremo de la RSS de Georgia aprobó en sesión de 14 de noviembre de 1990 el cambio de denominación de la república, abandonando el de "soviética y socialista".
Georgia se convirtió en la cuarta República Socialista Soviética que realizó un referéndum para separarse de la URSS después de los tres estados bálticos, Lituania el 9 de febrero, Letonia y Estonia el 3 de marzo de 1991.
La única pregunta del referéndum fue: "¿Apoya la restauración de la independencia de Georgia de acuerdo con el Acta de Declaración de la Independencia de Georgia de 26 de mayo de 1918?." Los resultados oficiales señalaron un 99% de votos a favor, con una concurrencia del 90.5%.
| Opción                | Votos     | %    |
| --------------------- | --------- | ---- |
| A favor               | 3,295,493 | 99.5 |
| En contra             | 16,917    | 0.5  |
| Votos nulos/en blanco | 13,690    | –    |
| Total                 | 3,326,100 | 100  |
| Fuente: Nohlen et al. |           |      |

Debido a la creciente discordia étnica, los comicios fueron mayormente boicoteados por la población no-georgiana de Abjasia y Osetia del Sur.

## Declaración de independencia
Cuatro días después de finalizadas las votaciones, fue anunciado por el Consejo Supremo de Georgia que se aprobó unánimemente la declaración de independencia el 9 de abril de 1991, en el segundo aniversario de la represión de las protestas en tiflis por parte del ejército soviético, conocidas como Tragedia del 9 de abril.
El referéndum coincidió con una visita privada del expresidente de los Estados Unidos, Richard Nixon, que visitó las mesas electorales en la capital de Georgia, Tiflis, antes de partir al día siguiente para Moscú.